# Salzdahlum
Salzdahlum ist ein Ortsteil von Wolfenbüttel in Niedersachsen.

## Geschichte
Salzdahlum wurde 888 erstmals urkundlich als Dalhem erwähnt. Weitere Namen waren Daleheim (1112), Saltdahlheim (1204) und im 17. Jahrhundert Salzthalen. Der Name bedeutet vermutlich „Heim in einem Tale“. Das Wort Salz ist erst später hinzugefügt worden, wobei die Salzquelle nahe dem Ort namensgebend war. Die frühe Ortsgründung ist auf fruchtbare Ackerböden und das Vorhandensein von Gewässern zurückzuführen.
Ursprünglich existierten Ober- und Niederdahlum, zwei nebeneinanderliegende Dörfer am Hain- und Wohlbleeke. Sie führten später, obgleich noch getrennt, den gemeinschaftlichen Namen Salzdahlum. Im Rahmen der Separation wurden sie am 1. Mai 1857 gemeinsam mit der herzoglichen Domäne zur Gemeinde Salzdahlum vereinigt. Zu Oberdahlum gehörte im 18. Jahrhundert ein Schriftsassenhof, zu Niederdahlum das fürstliche Lustschloss Salzdahlum, dessen Garten und das Amtshaus. Die Kirche stand in der Mitte zwischen beiden Dörfern.
Im Ortsnamenbuch von 1894 ist die Zuckerfabrik (in der Nähe der Salzquelle gelegen) erwähnt, in der der Wolfenbütteler Landtag getagt haben soll.
Der Hauptanziehungspunkt des Ortes war seine Salzquelle, über die bereits 888 berichtet wird. Auf dem östlich gelegenen Salzberg bestand bereits um 1300 eine Saline, deren Betrieb 1853 eingestellt wurde. Südlich der „Salzbergstraße“ von Salzdahlum nach Sickte liegt an der Wabe eine kleine Anhöhe, an der noch heute Salzwasser zutage tritt und die Vegetation bestimmt, die sonst nur an Meeresküsten vorkommt.
Am 1. März 1974 wurde Salzdahlum Ortsteil der Stadt Wolfenbüttel.

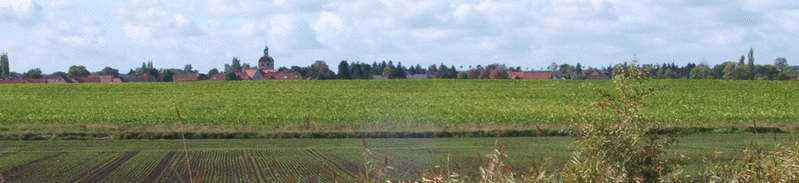
Salzdahlum: Blick vom Salzgraben

## Politik

### Ortsrat
Der Ortsrat Salzdahlum setzt sich aus sieben Mitgliedern zusammen. Die Ratsmitglieder werden durch eine Kommunalwahl für jeweils fünf Jahre gewählt.
Bei der Kommunalwahl 2021 ergab sich folgende Sitzverteilung:
| Ortsrat 2021Insgesamt 7 Sitze - SPD: 3 - Grüne: 1 - Unabh.: 1 - FDP: 1 - CDU: 1 |

### Ortsbürgermeister
Ortsbürgermeister ist Ralf Achilles (SPD).

### Wappen

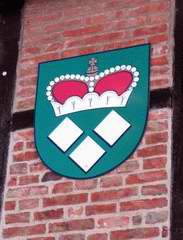
Wappen Salzdahlum

Im Wappen von 1999 sind drei silberne Salzkristalle zu finden, die in ihrer Anordnung auf die Bedeutung des Ortsnamens „Salz-Talheim“ hinweisen. Ihre Zahl entspricht den alten Ortskernen Oberdahlum, Niederdahlum und Salzdahlum. Auf dem grünen Grund (Salzwiesen, Barockgärten, Landwirtschaft) steht auch der Herzogshut (Krone). Wie zahlreiche andere Wappen in der Region um Braunschweig und Wolfenbüttel wurde das Wappen vom Heraldiker Arnold Rabbow entworfen.

## Kultur und Sehenswürdigkeiten

### Salzberg

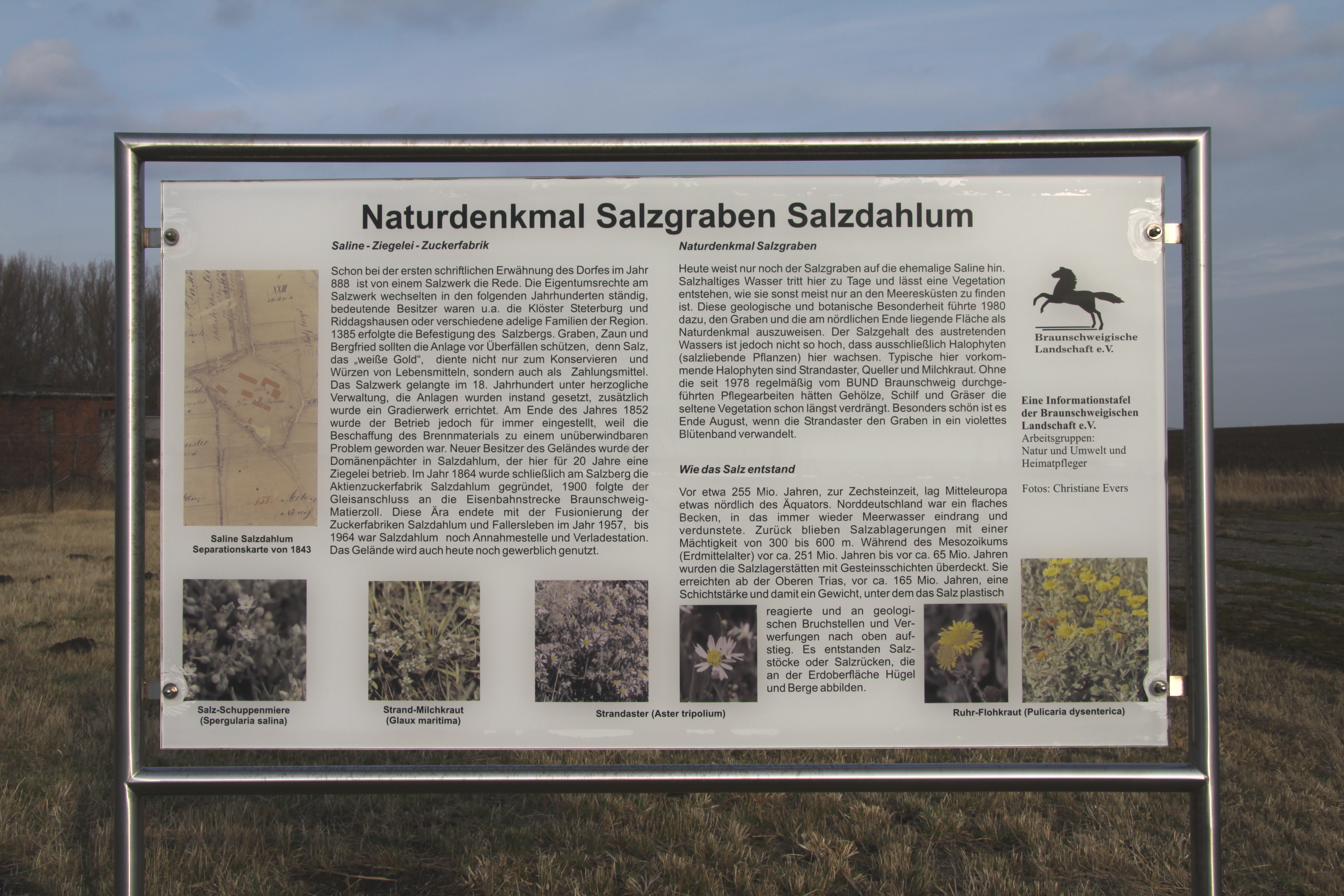
Informationstafel des Salzgrabens Salzdahlum

An der Straße Salzdahlum-Sickte steht ein Hinweisschild Naturdenkmal Salzgraben, an dem ein asphaltierter Feldweg abbiegt. 50 Meter dahinter befindet sich auf der linken Seite die seit 1980 als Naturdenkmal Salzgraben Salzdahlum ausgewiesene Stelle.

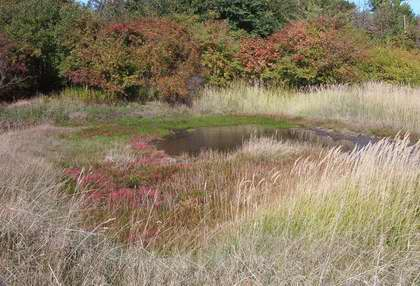
Salzgraben Salzdahlum

Im niedersächsischen Raum geht der Ursprung vieler Salzquellen auf das Zechsteinmeer zurück, das sich vor 200 Millionen Jahren vom Ozean trennte und ein seichtes Becken über ganz Norddeutschland bildete. Unter dem Einfluss eines wüstengleichen Klimas setzte Verdunstung ein, wobei nacheinander Kalk, Gips, Halit (Steinsalz) und Kalisalze ausfielen. Ursprünglich lagen die Salzschichten damit waagerecht. Dies änderte sich vor 150 Millionen Jahren, als die Ablagerungen in der saxonischen Orogenese zu gewaltigen Stöcken aufgepresst wurden. Das abgelagerte Salz wurde durch den Druck plastisch und in Verwerfungen, Schwachstellen und Rissen nach oben transportiert. Im Wolfenbüttler Gebiet ist die Siedesalzgewinnung am Salzgraben bei Salzdahlum und auf der Salzwiese bei Barnstorf für das Mittelalter nachweisbar, sie mag jedoch weit früher begonnen haben. Schon 1864 regte sich neues Leben am Salzberg: Salzdahlumer Bauern hatten den Nutzen des Zuckerrübenanbaus erkannt. Sie gründeten die Actien-Zuckerfabrik und bauten Fabrikgebäude, zum Teil auch auf dem Salinengelände.

### Lustschloss Salzdahlum

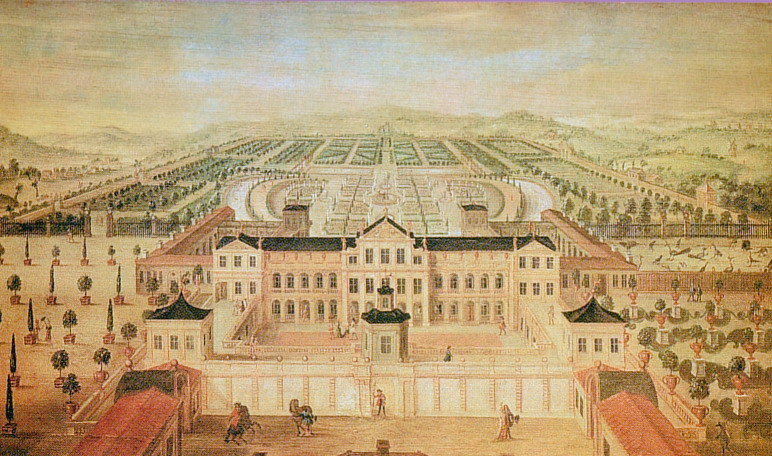
Schloss Salzdahlum bestand 1694–1813, Abbildung von 1771

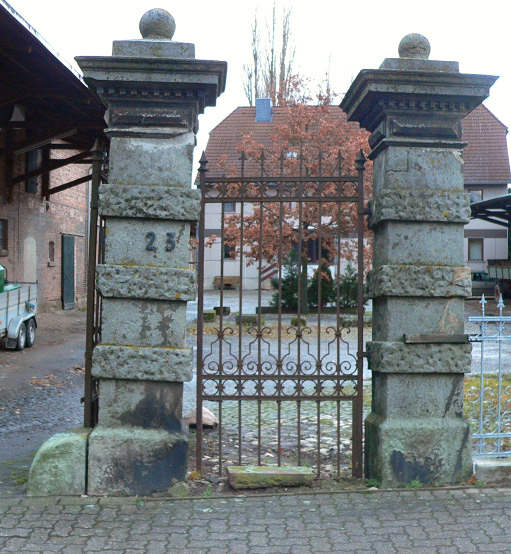
Pfeiler des Schlosses

Das Lustschloss Salzdahlum verdankt sein Entstehen dem Traum Herzog Anton Ulrichs von einem Schloss, das Versailles den Rang ablaufen sollte. 1677 wurde das Schlossprojekt südwestlich des Dorfes, wo sich heute der Gutsgarten, Wiesen und Felder erstrecken, angegangen. 1694 wurde das prächtige Schloss eingeweiht.
Ab 1689 arbeitete der Gartenkünstler Martin Charbonnier an der Ausgestaltung des Lustgartens.
Im Jahr 1713 besuchte Zar Peter der Große den Wolfenbüttler Herzogshof und damit Salzdahlum. Kronprinz Friedrich von Preußen heiratete 1733 hier Elisabeth Christine von Braunschweig-Wolfenbüttel-Bevern.
Allerdings war das Schloss durch seine leichte Holzbauweise nicht von langer Dauer: der feuchte Untergrund ließ die Gebäude verfallen und die Instandhaltung war kostspielig. 1811 schenkte König Jerome von Westfalen der Stadt Braunschweig die Schlossbauten und erwartete dafür ihre repräsentative Herrichtung. Die Stadt ließ das Schloss aber 1813 abreißen.
Am Ort der Schlossanlage ist heute Ackerland ohne sichtbare Überreste. Vorhanden sind noch einige Nebengebäude, wie die Alte Wache, einst Torhaus zum Schloss, und die zum Lagerschuppen umfunktionierte Reitbahn. Zahlreiche Zubehörteile des Schlosses (Kapitelle, Säulen, Möbel, Bilder, Skulpturen) finden sich noch in Parks, Höfen, Wohnungen und Museen der Umgegend. Eine barocke Toreinfahrt steht am Klosterhof in Mönchevahlberg, das Kavaliershaus wurde auf dem Gutshof derer von Münchhausen in Groß Vahlberg wieder aufgebaut. Eine humoristische Schilderung von Schlossbau und Erbauer gibt Hans Pleschinski in seiner 1986 erschienenen Erzählung Der Holzvulkan.

### Jungfrauen-Kloster „Zur Ehre Gottes“
Die Gemahlin Anton Ulrichs, die Herzogin Elisabeth Juliane gründete 1701 am Salzdahlumer Schloss das Jungfrauen-Kloster „Zur Ehre Gottes“. Wegen des schlechten Zustands der Gebäude kam 1789 die Idee auf, das Kloster nach Wolfenbüttel zu verlegen, doch die fürstliche Kammer wies dieses Ansinnen zurück. Nachdem die Domina von Schliestedt den Aufenthalt im Gebäude als „lebensgefährlich“ bezeichnet und ihren Umzugs-Wunsch mit der Überlassung von 2000 Goldtalern aus ihrer eigenen Kasse untermauert hatte, erwarb man in Wolfenbüttel ein Haus von der Familie Dedekind und verlegte 1791 das Kloster dorthin. Der letzte Salzdahlumer Propst Heise starb im selben Jahr. Seither hat der erste Prediger an der Hauptkirche in Wolfenbüttel die Propstwürde inne.

### Kirche St. Jürgen

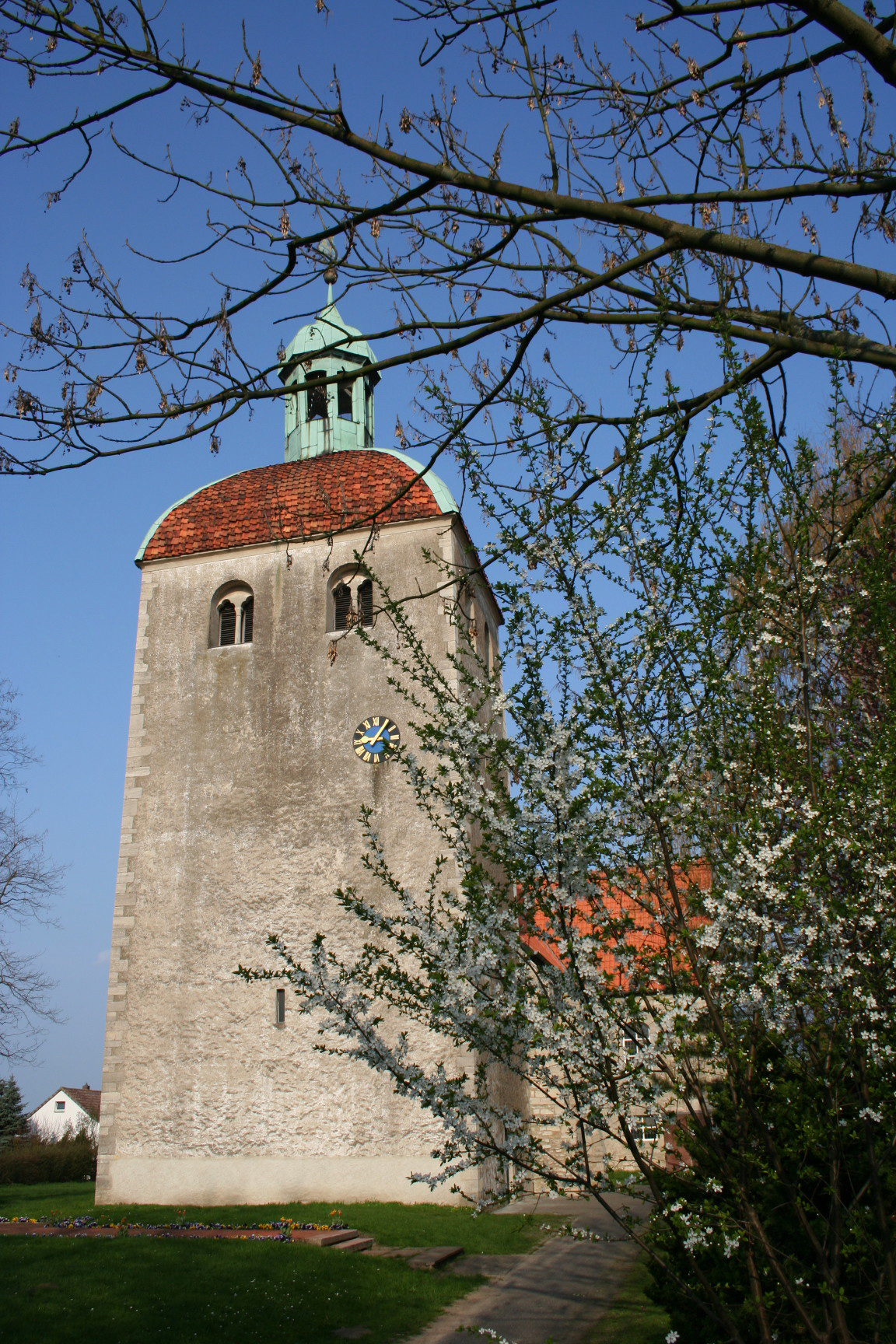
St. Jürgen Salzdahlum: Ansicht von Westen

Die Kirche wurde zwischen den beiden ursprünglich selbständigen Ortsteilen Ober- und Niederdahlum errichtet. Entsprechend verfügte sie ursprünglich über zwei Eingänge. Der an der Nordseite wurde von den Oberdahlumern benutzt, der an der Südseite von den Niederdahlumern. Über die Geschichte der Kirche ist wenig bekannt. Ihr Baustil gilt als Übergangsstil zwischen Romanik und Gotik. Als ihr Erbauungsjahr wird ungefähr das Jahr 1200 vermutet. Ihr Name „St. Jürgen“ ist die niederdeutsche Version von „St. Georg“. Der Ursprung der Benennung liegt im Dunkeln. Belegt ist der Name in einem Kopialbuch des Braunschweiger Aegidienklosters, dem die Kirchengemeinde zu Abgaben verpflichtet war.

## Persönlichkeiten
- Franz Anton Knittel (1721–1792), Generalsuperintendent in Wolfenbüttel und Braunschweig sowie Paläograf
- Johann Gottlieb Friedrich Schrader (1763–1833), deutscher Physiker und Chemiker.